# Ceratina sakagamii
Ceratina sakagamii är en biart som beskrevs av Terzo 1998. Ceratina sakagamii ingår i släktet märgbin, och familjen långtungebin. Inga underarter finns listade i Catalogue of Life.